# 駐日キルギス大使館
駐日キルギス共和国大使館（ちゅうにちキルギスきょうわこくたいしかん、キルギス語: Кыргыз Республикасынын Япониядагы Элчилиги、ロシア語: Посольство Кыргызской Республики в Японии）は、キルギスが日本の首都東京に設置している大使館である。
在日キルギス共和国大使館とも。

## 所在地
東京都港区三田1-5-7

## 交通アクセス
- 南北線・大江戸線「麻布十番駅」2番出口より徒歩5分（経路案内）。

## 大使
2023年5月31日より、エルキンベク・オソエフ閣下が特命全権大使を務めている。